# Hydractinia parvispina
Hydractinia parvispina is een hydroïdpoliep uit de familie Hydractiniidae. De poliep komt uit het geslacht Hydractinia. Hydractinia parvispina werd in 1905 voor het eerst wetenschappelijk beschreven door Hartlaub. 